# Riparbella
Riparbella is een gemeente in de Italiaanse provincie Pisa (regio Toscane) en telt 1421 inwoners (31-12-2004). De oppervlakte bedraagt 58,7 km², de bevolkingsdichtheid is 24 inwoners per km².

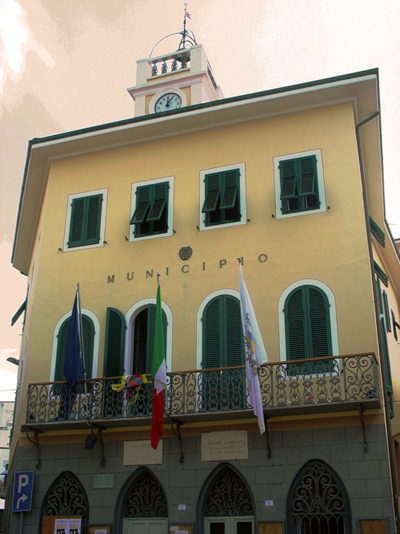
Gemeentehuis
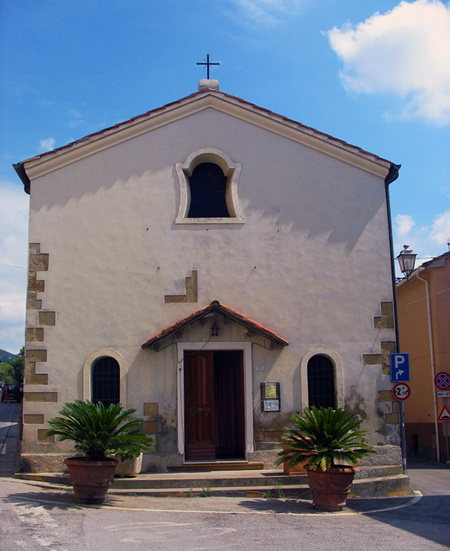
Kerk in Riparbella

## Demografie
Riparbella telt ongeveer 610 huishoudens. Het aantal inwoners steeg in de periode 1991-2001 met 0,7% volgens cijfers uit de tienjaarlijkse volkstellingen van ISTAT.
| Jaar | Inwoneraantal |
| ---- | ------------- |
| 1991 | 1318          |
| 2001 | 1327          |

## Geografie
De gemeente ligt op ongeveer 216 m boven zeeniveau.
Riparbella grenst aan de volgende gemeenten: Castellina Marittima, Cecina (LI), Chianni, Lajatico, Montecatini Val di Cecina, Montescudaio.